# Веселий Кут (Білоцерківський район)
Веселий Кут — село в Україні, Таращанської міської громади Білоцерківського району Київської області.
У селі до середини XIX століття діяла греко-католицька громада, яка мала свій храм, а біля нього — кладовище, на якому переважно хоронили священиків та членів їх родин.
У 1928 р. храм зруйновано Радянською владою, а місце перетворено на звалище непотребу. З тих часів залишився фундамент храму, який заріс чагарниками.
11 жовтня 2010 р. у с. Веселий Кут, Таращанського р-н, Київської обл. відбулося перепоховання тлінних останків, які за переказами старожилів, належали дочці священика Української Греко-Католицької Церкви.

## Населення

### Мова
Розподіл населення за рідною мовою за даними перепису 2001 року:
| Мова       | Кількість | Відсоток |
| ---------- | --------- | -------- |
| українська | 684       | 98.84%   |
| російська  | 7         | 1.01%    |
| білоруська | 1         | 0.15%    |
| Усього     | 692       | 100%     |

## Відомі особи
Маєтком Веселий Кут володів Скибицький Михайло Карлович.